# Triquetrella ferruginea
Triquetrella ferruginea là một loài rêu trong họ Pottiaceae. Loài này được (Schimp. ex Besch.) Thér. mô tả khoa học đầu tiên năm 1931.